# Adenomus kelaartii
Adenomus kelaartii és una espècie d'amfibi pertanyent a la família dels bufònids que viu a Sri Lanka. Està amenaçada d'extinció per la pèrdua i degradació del seu hàbitat natural a causa de la tala dels boscos, la contaminació per agroquímics i l'expansió de les plantacions de cardamom.